# نظام الدين فقيه
نظام الدين فقيه (Nezameddin Faghih)، هو أحد علماء النظم المعاصرة وعالم رياضيات التطبيقية وكاتب. هو ولد في عام 1953 في استهبان، فارس، إيران. بروفسور فقيه نشر كتب علمية عديدة في مجالات متنوعة التخصصات من نظم العلوم والرياضيات التطبيقية حتى التصوف.

## الكتب المنشورة
بعض الكتب المنشورة :

Entrepreneurship Ecosystem in the Middle East and North Africa (MENA): Dynamics in Trends, Policy and Business Environment (https://link.springer.com/book/10.1007/978-3-319-75913-5 )
Entrepreneurship Education and Research in the Middle East and North Africa (MENA): Perspectives on Trends, Policy and Educational Environment (https://link.springer.com/book/10.1007/978-3-319-90394-1 )
الكمبيوتر المتكاملة للتصنيع

الإدارة والتنظيم (تطور المفاهيم والنظريات)
التنبؤ بفشل خط الإنتاج، من خلال استخدام الذكاء الاصطناعي (تطبيق الشبكات العصبية الاصطناعية)
نظام حيوية 
الأفكار العلمية في مثنوي جلال الدين الرومي 
الحب والكيان 
غامض الموثوقية في النظم الصناعية 
تطبيق المنطق الضبابي في اختيار من متعدد الاختبارات 
تحسين إدارة إمدادات المياه في المناطق الحضرية 
أساسيات المحاكاة 
تطبيق المنطق الضبابي في مراقبة الجودة 
لتغيير والتطوير في النظم البشرية : التشفير الحديثة 
التقييم الذاتي باستخدام المؤسسة الأوروبية لإدارة الجودة 
الرومي وجهات نظر العلم الحديث 
فركتلات في الفوضى والأنظمة الديناميكية 
على نقل العلوم والتكنولوجيا 
توقعات باستخدام السلاسل الزمنية لاستهلاك الطاقة 
تحسين إدارة العمليات : المياه والصرف الصحي 
هندسة الجودة والاعتمادية 
لمنطق الضبابي والثقافة المرورية 
هندسة الصيانة 
الخوارزميات الجينية في التخطيط 
إدارة الجودة
المؤسسة الأوروبية لإدارة الجودة : مبادئ توجيهية للمتقدمين 
الإجهاد في العمل : مراقبة وإدارة 

## وصلات خارجية
- Founding Editor-in-chief, Journal of Global Entrepreneurship Research, JGER
- Founding Director of Center for Development of Scientific and Professional Ethics